# Tabitha Suzuma
Tabitha Sayo Victoria Anne Suzuma (ur. 2 lutego 1975 w Londynie) – brytyjska pisarka pochodzenia japońskiego, autorka literatury młodzieżowej.
Jest najstarszym spośród pięciorga dzieci Angielki i Japończyka. Ukończyła studia z zakresu literatury francuskiej na King’s College London. Otrzymała nagrody: Young Minds Book Award i Stockport Schools Book Award (za powieść From Where I Stand) oraz Premio Speciale Cariparma (za powieść From Where I Stand).
Mieszka w Londynie.

## Powieści
- A Note of Madness (2006)
- From Where I Stand (2007)
- A Voice in the Distance (2008)
- Without Looking Back (2009)
- Forbidden (2010)
- Letting Go (2012)
- Hurt (2013)